# Großer Preis von Tschechien (Motorrad)

Streckenführung des Automotodrom Brno

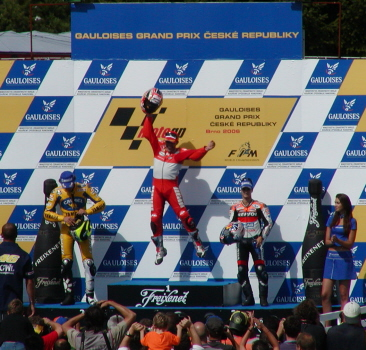
Loris Capirossi, Sieger MotoGP 2006

Der Große Preis von Tschechien für Motorräder ist ein Motorrad-Rennen, das seit 1993 bis 2020 und wieder ab 2025 ausgetragen wird und zur Motorrad-Weltmeisterschaft zählt.
Er findet auf dem Automotodrom Brno nahe Brünn statt.
Rekordsieger sind die Italiener Max Biaggi und Valentino Rossi die den Grand Prix zwischen 1994 und 2009 in verschiedenen Klassen jeweils siebenmal gewinnen konnten.

## Statistik
| Auflage | Jahr | Strecke | Klasse   | Sieger                                  | Zweiter                          | Dritter                        | Pole-Position                        | schnellste Runde                        |
| ------- | ---- | ------- | -------- | --------------------------------------- | -------------------------------- | ------------------------------ | ------------------------------------ | --------------------------------------- |
| 1       | 1993 | Brünn   | 125 cm³  | Kazuto Sakata (Honda)                   | Dirk Raudies (Honda)             | Takeshi Tsujimura (Honda)      | Kazuto Sakata (Honda)                | Kazuto Sakata (Honda)                   |
| 1       | 1993 | Brünn   | 250 cm³  | Loris Reggiani (Aprilia)                | Max Biaggi (Honda)               | Alberto Puig (Honda)           | Loris Capirossi (Honda)              | Loris Capirossi (Honda)                 |
| 1       | 1993 | Brünn   | 500 cm³  | Wayne Rainey (ROC-Yamaha)               | Luca Cadalora (ROC-Yamaha)       | Mick Doohan (Honda)            | Wayne Rainey (ROC-Yamaha)            | Wayne Rainey (ROC-Yamaha)               |
| 1       | 1993 | Brünn   | Gespanne | Biland / Waltisperg (LCR-Krauser)       | Güdel / Güdel (LCR-Krauser)      | Webster / Simmons (LCR-ADM)    | Biland / Waltisperg (LCR-Krauser)    | Biland / Waltisperg (LCR-Krauser)       |
|         |      |         |          |                                         |                                  |                                |                                      |                                         |
| 2       | 1994 | Brünn   | 125 cm³  | Kazuto Sakata (Aprilia)                 | Noboru Ueda (Honda)              | Stefano Perugini (Aprilia)     | Kazuto Sakata (Aprilia)              | Kazuto Sakata (Aprilia)                 |
| 2       | 1994 | Brünn   | 250 cm³  | Max Biaggi (Aprilia)                    | Ralf Waldmann (Honda)            | Jean-Philippe Ruggia (Aprilia) | Max Biaggi (Aprilia)                 | Max Biaggi (Aprilia)                    |
| 2       | 1994 | Brünn   | 500 cm³  | Mick Doohan (Honda)                     | Shin’ichi Itō (Honda)            | Luca Cadalora (Yamaha)         | Luca Cadalora (Yamaha)               | Shin’ichi Itō (Honda)                   |
| 2       | 1994 | Brünn   | Gespanne | Biland / Waltisperg (LCR-Swissauto)     | Bösiger / Egli (LCR-ADM)         | Webster / Hänni (LCR-Yamaha)   | Biland / Waltisperg (LCR-Swissauto)  | Biland / Waltisperg (LCR-Swissauto)     |
|         |      |         |          |                                         |                                  |                                |                                      |                                         |
| 3       | 1995 | Brünn   | 125 cm³  | Kazuto Sakata (Aprilia)                 | Haruchika Aoki (Honda)           | Akira Saitō (Honda)            | Kazuto Sakata (Aprilia)              | Kazuto Sakata (Aprilia)                 |
| 3       | 1995 | Brünn   | 250 cm³  | Max Biaggi (Aprilia)                    | Tetsuya Harada (Yamaha)          | Ralf Waldmann (Honda)          | Max Biaggi (Aprilia)                 | Tetsuya Harada (Yamaha)                 |
| 3       | 1995 | Brünn   | 500 cm³  | Luca Cadalora (Yamaha)                  | Mick Doohan (Honda)              | Daryl Beattie (Suzuki)         | Luca Cadalora (Yamaha)               | Luca Cadalora (Yamaha)                  |
| 3       | 1995 | Brünn   | Gespanne | Biland / Waltisperg (LCR-BRM)           | Abbott / Tailford (LCR-ADM)      | Bösiger / Egli (LCR-ADM)       | Biland / Waltisperg (LCR-BRM)        | Dixon / Hetherington (Windle-ADM)       |
|         |      |         |          |                                         |                                  |                                |                                      |                                         |
| 4       | 1996 | Brünn   | 125 cm³  | Valentino Rossi (Aprilia)               | Jorge Martínez (Aprilia)         | Tomomi Manako (Honda)          | Valentino Rossi (Aprilia)            | Jorge Martínez (Aprilia)                |
| 4       | 1996 | Brünn   | 250 cm³  | Max Biaggi (Aprilia)                    | Olivier Jacque (Honda)           | Ralf Waldmann (Honda)          | Max Biaggi (Aprilia)                 | Max Biaggi (Aprilia)                    |
| 4       | 1996 | Brünn   | 500 cm³  | Àlex Crivillé (Honda)                   | Mick Doohan (Honda)              | Scott Russell (Suzuki)         | Jean-Michel Bayle (Yamaha)           | Àlex Crivillé (Honda)                   |
| 4       | 1996 | Brünn   | Gespanne | Biland / Waltisperg (LCR-BRM-Swissauto) | Webster / James (LCR-ADM)        | Wilford / Hallam (LCR-ADM)     | Dixon / Hetherington (Windle-ADM)    | Biland / Waltisperg (LCR-BRM-Swissauto) |
|         |      |         |          |                                         |                                  |                                |                                      |                                         |
| 5       | 1997 | Brünn   | 125 cm³  | Noboru Ueda (Honda)                     | Tomomi Manako (Honda)            | Valentino Rossi (Aprilia)      | Yōichi Ui (Yamaha)                   | Noboru Ueda (Honda)                     |
| 5       | 1997 | Brünn   | 250 cm³  | Max Biaggi (Honda)                      | Olivier Jacque (Honda)           | Tetsuya Harada (Aprilia)       | Ralf Waldmann (Honda)                | Ralf Waldmann (Honda)                   |
| 5       | 1997 | Brünn   | 500 cm³  | Mick Doohan (Honda)                     | Luca Cadalora (Yamaha)           | Nobuatsu Aoki (Honda)          | Mick Doohan (Honda)                  | Mick Doohan (Honda)                     |
|         |      |         |          |                                         |                                  |                                |                                      |                                         |
| 6       | 1998 | Brünn   | 125 cm³  | Marco Melandri (Honda)                  | Kazuto Sakata (Aprilia)          | Lucio Cecchinello (Honda)      | Kazuto Sakata (Aprilia)              | Masao Azuma (Honda)                     |
| 6       | 1998 | Brünn   | 250 cm³  | Tetsuya Harada (Aprilia)                | Loris Capirossi (Aprilia)        | Marcellino Lucchi (Aprilia)    | Loris Capirossi (Aprilia)            | Loris Capirossi (Aprilia)               |
| 6       | 1998 | Brünn   | 500 cm³  | Max Biaggi (Honda)                      | Àlex Crivillé (Honda)            | Alex Barros (Honda)            | Mick Doohan (Honda)                  | Àlex Crivillé (Honda)                   |
|         |      |         |          |                                         |                                  |                                |                                      |                                         |
| 7       | 1999 | Brünn   | 125 cm³  | Marco Melandri (Honda)                  | Noboru Ueda (Honda)              | Lucio Cecchinello (Honda)      | Roberto Locatelli (Aprilia)          | Marco Melandri (Honda)                  |
| 7       | 1999 | Brünn   | 250 cm³  | Valentino Rossi (Aprilia)               | Ralf Waldmann (Aprilia)          | Tōru Ukawa (Honda)             | Ralf Waldmann (Aprilia)              | Valentino Rossi (Aprilia)               |
| 7       | 1999 | Brünn   | 500 cm³  | Tadayuki Okada (Honda)                  | Àlex Crivillé (Honda)            | Kenny Roberts jr. (Suzuki)     | Jürgen van den Goorbergh (MuZ-Weber) | Tadayuki Okada (Honda)                  |
|         |      |         |          |                                         |                                  |                                |                                      |                                         |
| 8       | 2000 | Brünn   | 125 cm³  | Roberto Locatelli (Aprilia)             | Yōichi Ui (Derbi)                | Emilio Alzamora (Honda)        | Roberto Locatelli (Aprilia)          | Yōichi Ui (Derbi)                       |
| 8       | 2000 | Brünn   | 250 cm³  | Shin’ya Nakano (Yamaha)                 | Tōru Ukawa (Honda)               | Olivier Jacque (Yamaha)        | Olivier Jacque (Yamaha)              | Shin’ya Nakano (Yamaha)                 |
| 8       | 2000 | Brünn   | 500 cm³  | Max Biaggi (Yamaha)                     | Valentino Rossi (Honda)          | Garry McCoy (Yamaha)           | Max Biaggi (Yamaha)                  | Max Biaggi (Yamaha)                     |
|         |      |         |          |                                         |                                  |                                |                                      |                                         |
| 9       | 2001 | Brünn   | 125 cm³  | Toni Elías (Honda)                      | Lucio Cecchinello (Aprilia)      | Steve Jenkner (Aprilia)        | Toni Elías (Honda)                   | Toni Elías (Honda)                      |
| 9       | 2001 | Brünn   | 250 cm³  | Tetsuya Harada (Aprilia)                | Marco Melandri (Aprilia)         | Daijirō Katō (Honda)           | Tetsuya Harada (Aprilia)             | Marco Melandri (Aprilia)                |
| 9       | 2001 | Brünn   | 500 cm³  | Valentino Rossi (Honda)                 | Àlex Crivillé (Honda)            | Loris Capirossi (Honda)        | Max Biaggi (Yamaha)                  | Valentino Rossi (Honda)                 |
|         |      |         |          |                                         |                                  |                                |                                      |                                         |
| 10      | 2002 | Brünn   | 125 cm³  | Lucio Cecchinello (Aprilia)             | Dani Pedrosa (Honda)             | Arnaud Vincent (Aprilia)       | Alex De Angelis (Aprilia)            | Lucio Cecchinello (Aprilia)             |
| 10      | 2002 | Brünn   | 250 cm³  | Marco Melandri (Aprilia)                | Sebastián Porto (Yamaha)         | Toni Elías (Aprilia)           | Fonsi Nieto (Aprilia)                | Marco Melandri (Aprilia)                |
| 10      | 2002 | Brünn   | MotoGP   | Max Biaggi (Yamaha)                     | Daijirō Katō (Honda)             | Tōru Ukawa (Honda)             | Max Biaggi (Yamaha)                  | Daijirō Katō (Honda)                    |
|         |      |         |          |                                         |                                  |                                |                                      |                                         |
| 11      | 2003 | Brünn   | 125 cm³  | Dani Pedrosa (Honda)                    | Stefano Perugini (Aprilia)       | Alex De Angelis (Aprilia)      | Alex De Angelis (Aprilia)            | Lucio Cecchinello (Aprilia)             |
| 11      | 2003 | Brünn   | 250 cm³  | Randy De Puniet (Aprilia)               | Toni Elías (Aprilia)             | Manuel Poggiali (Aprilia)      | Manuel Poggiali (Aprilia)            | Toni Elías (Aprilia)                    |
| 11      | 2003 | Brünn   | MotoGP   | Valentino Rossi (Honda)                 | Sete Gibernau (Honda)            | Troy Bayliss (Ducati)          | Valentino Rossi (Honda)              | Valentino Rossi (Honda)                 |
|         |      |         |          |                                         |                                  |                                |                                      |                                         |
| 12      | 2004 | Brünn   | 125 cm³  | Jorge Lorenzo (Derbi)                   | Andrea Dovizioso (Honda)         | Roberto Locatelli (Aprilia)    | Marco Simoncelli (Aprilia)           | Steve Jenkner (Aprilia)                 |
| 12      | 2004 | Brünn   | 250 cm³  | Sebastián Porto (Aprilia)               | Randy De Puniet (Aprilia)        | Dani Pedrosa (Honda)           | Sebastián Porto (Aprilia)            | Dani Pedrosa (Honda)                    |
| 12      | 2004 | Brünn   | MotoGP   | Sete Gibernau (Honda)                   | Valentino Rossi (Yamaha)         | Max Biaggi (Honda)             | Sete Gibernau (Honda)                | Alex Barros (Honda)                     |
|         |      |         |          |                                         |                                  |                                |                                      |                                         |
| 13      | 2005 | Brünn   | 125 cm³  | Thomas Lüthi (Honda)                    | Mika Kallio (KTM)                | Marco Simoncelli (Aprilia)     | Thomas Lüthi (Honda)                 | Sergio Gadea (Aprilia)                  |
| 13      | 2005 | Brünn   | 250 cm³  | Dani Pedrosa (Honda)                    | Jorge Lorenzo (Honda)            | Casey Stoner (Aprilia)         | Jorge Lorenzo (Honda)                | Dani Pedrosa (Honda)                    |
| 13      | 2005 | Brünn   | MotoGP   | Valentino Rossi (Yamaha)                | Loris Capirossi (Ducati)         | Max Biaggi (Honda)             | Valentino Rossi (Yamaha)             | Sete Gibernau (Honda)                   |
|         |      |         |          |                                         |                                  |                                |                                      |                                         |
| 14      | 2006 | Brünn   | 125 cm³  | Álvaro Bautista (Aprilia)               | Mika Kallio (KTM)                | Gábor Talmácsi (Honda)         | Mika Kallio (KTM)                    | Mattia Pasini (Aprilia)                 |
| 14      | 2006 | Brünn   | 250 cm³  | Jorge Lorenzo (Aprilia)                 | Andrea Dovizioso (Honda)         | Hiroshi Aoyama (KTM)           | Jorge Lorenzo (Aprilia)              | Andrea Dovizioso (Honda)                |
| 14      | 2006 | Brünn   | MotoGP   | Loris Capirossi (Ducati)                | Valentino Rossi (Yamaha)         | Dani Pedrosa (Honda)           | Valentino Rossi (Yamaha)             | Loris Capirossi (Ducati)                |
|         |      |         |          |                                         |                                  |                                |                                      |                                         |
| 15      | 2007 | Brünn   | 125 cm³  | Héctor Faubel (Aprilia)                 | Mattia Pasini (Aprilia)          | Lukáš Pešek (Derbi)            | Gábor Talmácsi (Aprilia)             | Lukáš Pešek (Derbi)                     |
| 15      | 2007 | Brünn   | 250 cm³  | Jorge Lorenzo (Aprilia)                 | Andrea Dovizioso (Honda)         | Mika Kallio (KTM)              | Jorge Lorenzo (Aprilia)              | Jorge Lorenzo (Aprilia)                 |
| 15      | 2007 | Brünn   | MotoGP   | Casey Stoner (Ducati)                   | John Hopkins (Suzuki)            | Nicky Hayden (Honda)           | Casey Stoner (Ducati)                | Casey Stoner (Ducati)                   |
|         |      |         |          |                                         |                                  |                                |                                      |                                         |
| 16      | 2008 | Brünn   | 125 cm³  | Stefan Bradl (Aprilia)                  | Mike Di Meglio (Derbi)           | Joan Olivé (Derbi)             | Gábor Talmácsi (Aprilia)             | Mike Di Meglio (Derbi)                  |
| 16      | 2008 | Brünn   | 250 cm³  | Alex Debón (Aprilia)                    | Álvaro Bautista (Aprilia)        | Marco Simoncelli (Gilera)      | Marco Simoncelli (Gilera)            | Alex Debón (Aprilia)                    |
| 16      | 2008 | Brünn   | MotoGP   | Valentino Rossi (Yamaha)                | Toni Elías (Ducati)              | Loris Capirossi (Suzuki)       | Casey Stoner (Ducati)                | Casey Stoner (Ducati)                   |
|         |      |         |          |                                         |                                  |                                |                                      |                                         |
| 17      | 2009 | Brünn   | 125 cm³  | Nicolás Terol (Aprilia)                 | Julián Simón (Aprilia)           | Andrea Iannone (Aprilia)       | Andrea Iannone (Aprilia)             | Julián Simón (Aprilia)                  |
| 17      | 2009 | Brünn   | 250 cm³  | Marco Simoncelli (Gilera)               | Mattia Pasini (Aprilia)          | Álvaro Bautista (Aprilia)      | Marco Simoncelli (Gilera)            | Marco Simoncelli (Gilera)               |
| 17      | 2009 | Brünn   | MotoGP   | Valentino Rossi (Yamaha)                | Dani Pedrosa (Honda)             | Toni Elías (Honda)             | Valentino Rossi (Yamaha)             | Jorge Lorenzo (Yamaha)                  |
|         |      |         |          |                                         |                                  |                                |                                      |                                         |
| 18      | 2010 | Brünn   | 125 cm³  | Nicolás Terol (Aprilia)                 | Pol Espargaró (Derbi)            | Esteve Rabat (Aprilia)         | Bradley Smith (Aprilia)              | Johann Zarco (Aprilia)                  |
| 18      | 2010 | Brünn   | Moto2    | Toni Elías (Moriwaki)                   | Yūki Takahashi (Tech 3)          | Andrea Iannone (Speed Up)      | Shōya Tomizawa (Suter)               | Toni Elías (Moriwaki)                   |
| 18      | 2010 | Brünn   | MotoGP   | Jorge Lorenzo (Yamaha)                  | Dani Pedrosa (Honda)             | Casey Stoner (Ducati)          | Dani Pedrosa (Honda)                 | Jorge Lorenzo (Yamaha)                  |
|         |      |         |          |                                         |                                  |                                |                                      |                                         |
| 19      | 2011 | Brünn   | 125 cm³  | Sandro Cortese (Aprilia)                | Johann Zarco (Derbi)             | Alberto Moncayo (Aprilia)      | Nicolás Terol (Aprilia)              | Sandro Cortese (Aprilia)                |
| 19      | 2011 | Brünn   | Moto2    | Andrea Iannone (Suter)                  | Marc Márquez (Suter)             | Stefan Bradl (Kalex)           | Marc Márquez (Suter)                 | Andrea Iannone (Suter)                  |
| 19      | 2011 | Brünn   | MotoGP   | Casey Stoner (Honda)                    | Andrea Dovizioso (Honda)         | Marco Simoncelli (Honda)       | Dani Pedrosa (Honda)                 | Casey Stoner (Honda)                    |
|         |      |         |          |                                         |                                  |                                |                                      |                                         |
| 20      | 2012 | Brünn   | Moto3    | Jonas Folger (Kalex-KTM)                | Luis Salom (Kalex-KTM)           | Sandro Cortese (KTM)           | Maverick Viñales (FTR-Honda)         | Luis Salom (Kalex-KTM)                  |
| 20      | 2012 | Brünn   | Moto2    | Marc Márquez (Suter)                    | Thomas Lüthi (Suter)             | Pol Espargaró (Kalex)          | Pol Espargaró (Kalex)                | Pol Espargaró (Kalex)                   |
| 20      | 2012 | Brünn   | MotoGP   | Dani Pedrosa (Honda)                    | Jorge Lorenzo (Yamaha)           | Cal Crutchlow (Yamaha)         | Jorge Lorenzo (Yamaha)               | Jorge Lorenzo (Yamaha)                  |
|         |      |         |          |                                         |                                  |                                |                                      |                                         |
| 21      | 2013 | Brünn   | Moto3    | Luis Salom (KTM)                        | Maverick Viñales (KTM)           | Jonas Folger (Kalex-KTM)       | Álex Rins (KTM)                      | Luis Salom (KTM)                        |
| 21      | 2013 | Brünn   | Moto2    | Mika Kallio (Kalex)                     | Takaaki Nakagami (Kalex)         | Thomas Lüthi (Suter)           | Takaaki Nakagami (Kalex)             | Esteve Rabat (Kalex)                    |
| 21      | 2013 | Brünn   | MotoGP   | Marc Márquez (Honda)                    | Dani Pedrosa (Honda)             | Jorge Lorenzo (Yamaha)         | Cal Crutchlow (Yamaha)               | Marc Márquez (Honda)                    |
|         |      |         |          |                                         |                                  |                                |                                      |                                         |
| 22      | 2014 | Brünn   | Moto3    | Alexis Masbou (Honda)                   | Enea Bastianini (KTM)            | Danny Kent (Husqvarna)         | Álex Márquez (Honda)                 | Romano Fenati (KTM)                     |
| 22      | 2014 | Brünn   | Moto2    | Esteve Rabat (Kalex)                    | Mika Kallio (Kalex)              | Sandro Cortese (Kalex)         | Esteve Rabat (Kalex)                 | Esteve Rabat (Kalex)                    |
| 22      | 2014 | Brünn   | MotoGP   | Dani Pedrosa (Honda)                    | Jorge Lorenzo (Yamaha)           | Valentino Rossi (Yamaha)       | Marc Márquez (Honda)                 | Dani Pedrosa (Honda)                    |
|         |      |         |          |                                         |                                  |                                |                                      |                                         |
| 23      | 2015 | Brünn   | Moto3    | Niccolò Antonelli (Honda)               | Enea Bastianini (Honda)          | Brad Binder (KTM)              | Niccolò Antonelli (Honda)            | Miguel Oliveira (KTM)                   |
| 23      | 2015 | Brünn   | Moto2    | Johann Zarco (Kalex)                    | Esteve Rabat (Kalex)             | Álex Rins (Kalex)              | Johann Zarco (Kalex)                 | Thomas Lüthi (Kalex)                    |
| 23      | 2015 | Brünn   | MotoGP   | Jorge Lorenzo (Yamaha)                  | Marc Márquez (Honda)             | Valentino Rossi (Yamaha)       | Jorge Lorenzo (Yamaha)               | Marc Márquez (Honda)                    |
|         |      |         |          |                                         |                                  |                                |                                      |                                         |
| 24      | 2016 | Brünn   | Moto3    | John McPhee (Peugeot)                   | Jorge Martín (Mahindra)          | Fabio Di Giannantonio (Honda)  | Brad Binder (KTM)                    | Brad Binder (KTM)                       |
| 24      | 2016 | Brünn   | Moto2    | Jonas Folger (Kalex)                    | Álex Rins (Kalex)                | Sam Lowes (Kalex)              | Johann Zarco (Kalex)                 | Jonas Folger (Kalex)                    |
| 24      | 2016 | Brünn   | MotoGP   | Cal Crutchlow (Honda)                   | Valentino Rossi (Yamaha)         | Marc Márquez (Honda)           | Marc Márquez (Honda)                 | Cal Crutchlow (Honda)                   |
|         |      |         |          |                                         |                                  |                                |                                      |                                         |
| 25      | 2017 | Brünn   | Moto3    | Joan Mir (Honda)                        | Romano Fenati (Honda)            | Arón Canet (Honda)             | Gabriel Rodrigo (KTM)                | Romano Fenati (Honda)                   |
| 25      | 2017 | Brünn   | Moto2    | Thomas Lüthi (Kalex)                    | Álex Márquez (Kalex)             | Miguel Oliveira (KTM)          | Mattia Pasini (Kalex)                | Thomas Lüthi (Kalex)                    |
| 25      | 2017 | Brünn   | MotoGP   | Marc Márquez (Honda)                    | Dani Pedrosa (Honda)             | Maverick Viñales (Yamaha)      | Marc Márquez (Honda)                 | Maverick Viñales (Yamaha)               |
|         |      |         |          |                                         |                                  |                                |                                      |                                         |
| 26      | 2018 | Brünn   | Moto3    | Fabio Di Giannantonio (Honda)           | Arón Canet (Honda)               | Jakub Kornfeil (KTM)           | Jakub Kornfeil (KTM)                 | Arón Canet (Honda)                      |
| 26      | 2018 | Brünn   | Moto2    | Miguel Oliveira (KTM)                   | Luca Marini (Kalex)              | Francesco Bagnaia (KTM)        | Luca Marini (Kalex)                  | Xavi Vierge (Kalex)                     |
| 26      | 2018 | Brünn   | MotoGP   | Andrea Dovizioso (Ducati)               | Jorge Lorenzo (Ducati)           | Marc Márquez (Honda)           | Andrea Dovizioso (Ducati)            | Jorge Lorenzo (Ducati)                  |
|         |      |         |          |                                         |                                  |                                |                                      |                                         |
| 27      | 2019 | Brünn   | Moto3    | Arón Canet (KTM)                        | Lorenzo Dalla Porta (Honda)      | Tony Arbolino (Honda)          | Tony Arbolino (Honda)                | Niccolò Antonelli (Honda)               |
| 27      | 2019 | Brünn   | Moto2    | Álex Márquez (Kalex)                    | Fabio Di Giannantonio (Speed Up) | Enea Bastianini (Kalex)        | Álex Márquez (Kalex)                 | Álex Márquez (Kalex)                    |
| 27      | 2019 | Brünn   | MotoGP   | Marc Márquez (Honda)                    | Andrea Dovizioso (Ducati)        | Jack Miller (Ducati)           | Marc Márquez (Honda)                 | Álex Rins (Suzuki)                      |
|         |      |         |          |                                         |                                  |                                |                                      |                                         |
| 28      | 2020 | Brünn   | Moto3    | Dennis Foggia (Honda)                   | Albert Arenas (KTM)              | Ai Ogura (Honda)               | Raúl Fernández (KTM)                 | Jaume Masiá (Honda)                     |
| 28      | 2020 | Brünn   | Moto2    | Enea Bastianini (Kalex)                 | Sam Lowes (Kalex)                | Joe Roberts (Kalex)            | Joe Roberts (Kalex)                  | Enea Bastianini (Kalex)                 |
| 28      | 2020 | Brünn   | MotoGP   | Brad Binder (KTM)                       | Franco Morbidelli (Yamaha)       | Johann Zarco (Ducati)          | Johann Zarco (Ducati)                | Brad Binder (KTM)                       |